# Somewhere Only We Know
Somewhere Only We Know – ballada pop-rockowa skomponowana i wykonywana przez angielską grupę alt-rockową Keane. Utwór oficjalnie został wydany 16 lutego 2004 roku, jako trzeci singiel zespołu. Jest to jednocześnie pierwsza piosenka promująca nowy album Hopes and Fears. Był to najlepiej sprzedany utwór formacji do czasu powstania „Is It Any Wonder?” w 2006 roku.